# 2065
 2065 م هي سنة بسيطة سوف تبدأ يوم الخميس حسب التقويم الغريغوري، وستكون السنة رقم 2065 من الحقبة الحالية وحقبة بعد الميلاد، وستكون كذلك السنة الخامسة والستون من الألفية الثالثة والقرن الحادي والعشرين، وكذا السنة السادسة من العقد 2060.

## تنبؤات
- 11 نوفمبر - عبور عطارد.
- 22 نوفمبر - كوكب الزهرة سيحجب كوكب المشتري. سيكون من الصعب مراقبة ذلك من الأرض؛ حيث أن امتداد الزهرة والمشتري في هذا الوقت عن الشمس سيكون فقط بمقدار سبع درجات فقط. وسيكون هذا الحدث الأول من نوعه في ما يخص الإحتجاب منذ الثلث من يناير من عام 1818؛ ومع ذلك، فإن الحدث التالي المشابه متوقعٌ حدوثه بعد أقل من سنتين وذلك في الخامس عشر من تموز لعام عقد 2060.[1]

## فيأدب الخيال
- القرن 21 في أدب الخيال